# NGC 6000
NGC 6000 is een balkspiraalstelsel in het sterrenbeeld Schorpioen. Het hemelobject werd op 8 mei 1834 ontdekt door de Britse astronoom John Herschel.

## Synoniemen
- ESO 450-20
- MCG -5-37-3
- IRAS15467-2914
- PGC 5614